# Gauliga Nordmark 1934/35
Die Gauliga Nordmark 1934/35 war die zweite Spielzeit der Gauliga Nordmark im Fußball. Die Meisterschaft sicherte sich der Eimsbütteler TV mit sechs Punkten Vorsprung vor dem Hamburger SV. Der Eimsbütteler TV qualifizierte sich für die Endrunde um die deutsche Meisterschaft und schied dort bereits nach der Gruppenphase aus. Die Abstiegsränge belegten Borussia Kiel und der FC St. Pauli. Aus den Bezirksligen stiegen der Phönix Lübeck und der SC Sperber Hamburg auf.

## Abschlusstabelle
| Pl. | Verein                  | Sp. | S  | U | N  | Tore    | Quote | Punkte |
| --- | ----------------------- | --- | -- | - | -- | ------- | ----- | ------ |
| 1.  | Eimsbütteler TV (M)     | 18  | 15 | 2 | 1  | 062:190 | 3,26  | 32:40  |
| 2.  | Hamburger SV            | 18  | 13 | 0 | 5  | 055:320 | 1,72  | 26:10  |
| 3.  | KSV Holstein Kiel       | 18  | 11 | 3 | 4  | 053:270 | 1,96  | 25:11  |
| 4.  | SC Victoria Hamburg (N) | 18  | 7  | 6 | 5  | 051:430 | 1,19  | 20:16  |
| 5.  | SV Polizei Lübeck       | 18  | 5  | 4 | 9  | 038:470 | 0,81  | 14:22  |
| 6.  | Union 03 Altona         | 18  | 4  | 6 | 8  | 045:560 | 0,80  | 14:22  |
| 7.  | Altonaer FC 1893        | 18  | 5  | 4 | 9  | 029:390 | 0,74  | 14:22  |
| 8.  | SV Polizei Hamburg      | 18  | 6  | 1 | 11 | 037:430 | 0,86  | 13:23  |
| 9.  | Borussia 03 Gaarden     | 18  | 4  | 4 | 10 | 028:530 | 0,53  | 12:24  |
| 10. | FC St. Pauli (N)        | 18  | 4  | 2 | 12 | 022:610 | 0,36  | 10:26  |

| (M) | Titelverteidiger                 |
| (N) | Aufsteiger aus der Bezirksklasse |

## Aufstiegsrunde
| Platz | Verein                                                              | Spiele | Tore | Quote | Punkte |
| ----- | ------------------------------------------------------------------- | ------ | ---- | ----- | ------ |
| 1.    | SC Sperber Hamburg (Bezirksmeister Groß-Hamburg, Staffel Hansa)     | 3      | 12:8 | 1,50  | 6:0    |
| 2.    | SV Hermannia Veddel (Bezirksmeister Groß-Hamburg, Staffel Hammonia) | 3      | 08:8 | 1,00  | 2:4    |
| 3.    | BV Phönix Lübeck (Bezirksmeister Schleswig-Holstein, Staffel A)     | 3      | 05:6 | 0,83  | 2:4    |
| 4.    | Adlero Neustadt (Bezirksmeister Mecklenburg)                        | 3      | 06:9 | 0,66  | 2:4    |
| 5.    | SV Polizei Kiel a (Bezirksmeister Schleswig-Holstein, Staffel B)    | 0      | 00:0 | 0,00  | 0:0    |

Entscheidungsspiele zweiter Aufsteiger:
|                     | Ergebnis |                     |
| ------------------- | -------- | ------------------- |
| SV Hermannia Veddel | 3:3      | Adlero Neustadt     |
| Adlero Neustadt     | 2:3      | BV Phönix Lübeck    |
| BV Phönix Lübeck    | 3:1      | SV Hermannia Veddel |

Nach einem Protest seitens des BV Phönix Lübeck und Adlero Neustadt, wurde diesem vom Fachamt stattgegeben und die Ausspielung einer gesonderten Runde wurde nötig. Die Ausspielungen fanden vom 18. August bis zum 1. September in obiger Reihenfolge statt.